# دمیتری بالاندین
دمیتری بالاندین (روسی: Дмитрий Игоревич Баландин؛ زادهٔ ۴ آوریل ۱۹۹۵) یک شناگر اهل قزاقستان است.
وی در مسابقات کشوری و بین‌المللی در مجموع برنده ۵ مدال طلا، ۱ مدال برنز شده‌است.